# Licania rufescens
Licania rufescens är en tvåhjärtbladig växtart som beskrevs av Karl Fritsch och Johann Friedrich Klotzsch. Licania rufescens ingår i släktet Licania och familjen Chrysobalanaceae. Inga underarter finns listade i Catalogue of Life.